# Anytos
Pour les articles homonymes, voir Anytos (homonymie).
 (septembre 2018).
Si vous disposez d'ouvrages ou d'articles de référence ou si vous connaissez des sites web de qualité traitant du thème abordé ici, merci de compléter l'article en donnant les références utiles à sa vérifiabilité et en les liant à la section « Notes et références ».
Anytos, en grec ancien Ἄνυτος / Ánytos (Ve siècle av. J.-C.), est un homme politique athénien, stratège en 409 av. J.-C. Il a combattu Les Trente, et fut chef des accusateurs dans le procès contre Socrate. 

## Biographie
Anytos est d’origine modeste : son père, Anthémion, est un tanneur athénien devenu riche grâce à son atelier de tannerie, à l’instar de Cléon. Il est favorable au parti démocratique, dont il est l’un des meneurs. Stratège en 409 av. J.-C., avec Thrasybule, il participe activement à la chute du gouvernement oligarchique des Trente en menant la percée du Pirée. Il se montre également un farouche adversaire des sophistes. Plutarque le présente comme jaloux de l’amour d’Alcibiade pour Socrate, dont il aurait été lui aussi amoureux ; est-ce là le début de l’hostilité qui mènera à l'accusation de Socrate ? Le philosophe Maxime de Tyr dit dans sa Neuvième Dissertation : « Socrate fut accusé par Mélitus, traduit en jugement par Anytus, poursuivi par Lycon, condamné par les Athéniens, chargé de fers par les Onze et réduit à avaler la ciguë : et Socrate dédaigna Mélitus qui l'accusoit, et Socrate couvrit de mépris Anytus qui le traduisoit en justice, et Socrate se moqua de Lycon qui parloit contre lui ».
En 399 av. J.-C., il lance avec l’orateur Lycon et le poète Mélétos l’accusation contre le philosophe Socrate. Ses chefs d’accusation étaient les suivants :
- Ne pas croire aux dieux de la cité
- Introduire de nouvelles divinités
- Corrompre la jeunesse

Anytos prétend également que le philosophe est le maître à penser de Critias, l’un des Trente. Selon Xénophon, Socrate avait publiquement reproché à Anytos de vouloir que son fils lui succède aux affaires, et de l’avoir éduqué à cette fin. C’est donc par rancœur personnelle qu’Anytos aurait accusé Socrate. Socrate est reconnu coupable, puis condamné à boire la ciguë. Après la mort du philosophe, la foule se tourne contre ses accusateurs et Anytos est contraint de fuir Athènes ; Antisthène passe pour avoir fait bannir Anytos, et condamner Mélétos à mort.

## Sources antiques
- Diogène Laërce, Vies, doctrines et sentences des philosophes illustres [détail des éditions] (lire en ligne), VI, 13.
- Élien, Histoires variées [lire en ligne], II, 13.
- Ménon, 90 a, 90 c-94, 94 e, 95 a.
- Platon, Apologie de Socrate [détail des éditions] [lire en ligne]
- Xénophon, Apologie de Socrate, 30–32.
- Plutarque, Dialogue sur l'Amour commenté par Cyril Morana pour les Éditions Mille et une nuits, p. 61